# Thomas B. McCabe
Thomas Bayard McCabe (* 11. Juli 1893 in Whaleyville, Worcester County, Maryland; † 27. Mai 1982) war ein US-amerikanischer Wirtschafts- und Finanzmanager, der zwischen 1948 und 1951 Vorsitzender des Gouverneursrates des Federal Reserve System war.

## Leben
McCabe begann nach dem Schulbesuch ein grundständiges Studium am Swarthmore College, das er 1915 mit einem Bachelor of Arts (B.A.) abschloss. Nachdem er ein Jahr lang für die Scott Paper Company gearbeitet hatte, trat er nach dem Eintritt der Vereinigten Staaten 1917 in den Ersten Weltkrieg als Gefreiter in die US Army ein und war bei Kriegsende 1918 Hauptmann. Nach seiner Rückkehr wurde er stellvertretender Verkaufsleiter der Scott Paper Company und bereits im darauf folgenden Jahr 1919 Direktor des Unternehmens. In den folgenden Jahrzehnten stieg er zum Vorstandsvorsitzenden und Chief Executive Officer (CEO) auf und baute das 1897 gegründete Unternehmen, das anfangs nur eine Fabrik besaß, zu einem multinationalen Konzern mit 40.000 Beschäftigten und zum weltweit größten Hersteller von Tissue-Papier seiner Zeit aus.
Neben seiner Laufbahn übernahm McCabe Funktionen im öffentlichen Dienst und wurde 1937 Direktor der Federal Reserve Bank of Philadelphia. Bereits 1939 wurde er Vorstandsvorsitzender der Federal Reserve Bank of Philadelphia und verließ zu dieser Zeit vorübergehend die Scott Paper Company, um während des Zweiten Weltkrieges während der Amtszeit von US-Präsident Franklin D. Roosevelt den Posten als stellvertretender Leiter der Abteilung für Priorität des Amtes für Produktionsverwaltung (Office of Production Management) zu übernehmen, aus dem das Amt für Kriegsproduktion WPB (War Production Board) hervorging. Später war er stellvertretender Verwalter des Programms für das Leih- und Pachtgesetz, 1945 Mitglied der Kommission für die Armee- und Marineabwicklung sowie Mitglied des Unternehmensbeirates des US-Handelsministeriums (US Department of Commerce). Für seine Verdienste in diesen Funktionen wurde ihm die Medal for Merit verliehen, die höchste zivile Auszeichnung der USA.
Nachdem er von 1946 bis 1948 seine Tätigkeit bei der Scott Paper Company wiederaufgenommen hatte, wurde er von US-Präsident Harry S. Truman zum als Vorsitzender des Gouverneursrates des Federal Reserve System ernannt. Am 15. April 1948 löste McCabe in dieser Funktion Marriner S. Eccles ab und bekleidete dieses Amt bis zum 31. März 1951, woraufhin William McChesney Martin seine Nachfolge antrat. Als Vorsitzender der Federal Reserve trat er für ein starkes und unabhängiges Zentralbanksystem ein. Als es zu zwischen 1949 und 1950 Meinungsverschiedenheiten zwischen der Federal Reserve und dem Finanzministerium (US Department of the Treasury) über Zinssatzpolitik und Kreditbeschränkungen kam, wurde er Mitglied eines von Präsident Truman eingesetzten Ausschusses zur Aushandlung eines Kompromisses. Das dabei ausgehandelte Übereinkommen, der sogenannte 1951 Treasury-Fed Accord, wurde am 3. März 1951 unterzeichnet. Danach war das Federal Reserve System nicht weiter verpflichtet, die Schulden des Finanzministeriums zu einem festen Zinssatz zu monetarisieren. Vielmehr wurde durch das Übereinkommen die Unabhängigkeit der Zentralbank gestärkt und die Grundlagen für die Geldpolitik der Federal Reserve gelegt. Nach seinem Ausscheiden aus der Zentralbank kehrte er in die Privatwirtschaft zurück. 